# Estação Pelleport
Pelleport é uma estação da linha 3 bis do Metrô de Paris, localizada no 20.º arrondissement de Paris.

## Situação
A estação está localizada na avenue Gambetta, no cruzamento com a rue Pelleport.

## História
A estação foi aberta em 27 de novembro 1921 com o lançamento da extensão da linha 3 de Gambetta a Porte des Lilas.
Ela deve o seu nome à sua localização no cruzamento com a rue Pelleport, que presta homenagem ao visconde Pierre de Pelleport (1773-1855), que foi general de divisão. Ele foi gravemente ferido em Eylau em 1807 e serviu nos exércitos da Restauração antes de ser nomeado para a Câmara dos Pares em 1841.
Em 27 de março de 1971, a estação foi cedida à linha 3 bis, que resultou do isolamento do trecho Gambetta - Porte des Lilas da linha 3 na forma de uma linha autônoma, seguindo a extensão da primeira linha até Gallieni.
Como parte do programa "Renovação do Metrô" da RATP, os corredores da estação e a iluminação das plataformas foram renovados em 19 de maio de 2006.
Em 2011, 364 642 passageiros entraram nesta estação. Em 2013, foram 386 605 passageiros o que a coloca na 300ª posição das estações de metro por sua frequência em 302. Em 2011, foi a segunda estação menos movimentada da rede, à frente de Église d'Auteuil na linha 10, e em 2013, também suplantou a estação Pré-Saint-Gervais na linha 7 bis, mas permanece em ambos os casos a estação em disposição clássica menos utilizada (Église d'Auteuil e Pré-Saint-Gervais sendo semi-estações unidirecionais).

## Serviços aos Passageiros

### Acessos
A estação tem um acesso único que leva à place Paul-Signac em frente à avenue Gambetta, na forma de uma edícula original projetada por Charles Plumet, um recurso que só compartilha com as estações Saint-Fargeau e Porte des Lilas. Tem dois elevadores rodeados por uma série de escadas fixas.

### Plataformas
Pelleport é uma estação de configuração padrão: ela tem duas plataformas laterais separadas pelas vias do metrô e a abóbada é elíptica. A decoração é do estilo utilizado pela maioria das estações de metrô: as faixas de iluminação são brancas e arredondadas no estilo "Gaudin" da renovação do metrô da década de 2000, e as telhas em cerâmica brancas biseladas recobrem os pés-direitos, a abóbada e os tímpanos. Os quadros publicitários são em faiança de cor de mel e o nome da estação também é em faiança no estilo da CMP original. Os assentos de estilo "Motte" são de cor amarela.
Com a exceção da cor dos bancos, esta decoração é completamente idêntica à da estação vizinha, Saint-Fargeau.

### Intermodalidade
A estação é servida pelas linhas 60, 61 e 64 da rede de ônibus RATP.

## Filmografia
Um episódio da série de televisão Un gars, une fille foi rodado na estação.